# Hippocampus hendriki
Hippocampus hendriki gehört wie alle Seepferdchen zu den Fischen. Die Art wurde erst 2001 von dem Unterwasserfotografen Rudie H. Kuiter entdeckt und beschrieben.

## Verbreitung und Lebensweise
Hippocampus hendriki lebt im tropischen Wasser des Südpazifiks vor der Küste des australischen Bundesstaates Queensland an den südlichen Ausläufern des Great Barrier Reefs in Tiefen von 16 bis 25 Metern.

## Merkmale
Hippocampus hendriki werden etwa 10 cm groß. Seine Rückenflosse wird von 17 bis 18 Weichstrahlen gestützt. Der Körper ist von elf ringförmigen Knochenplatten umgeben, der Schwanz von 34. Auf der Schnauze befinden sich Stacheln von mittlerer Länge und einem dreieckigen Querschnitt. Die Dornen über den Augen sind lang, aber kürzer als der Augendurchmesser, die folgenden Dornen an den Kopfseiten sind länger. Die Krone ist mäßig hoch und verläuft schräg in einer Linie mit dem Kopfprofil.

## Fortpflanzung
Wie bei allen Seepferdchen legt das Weibchen die Eier in eine Bruttasche an der Bauchseite des Männchens. Die dreißig bis vierzig Jungen leben nach dem Schlupf zunächst pelagisch.